# Trithemis longistyla
Trithemis longistyla – gatunek ważki z rodziny ważkowatych (Libellulidae). Obecnie znany jedynie z kilku stanowisk w Demokratycznej Republice Konga.